# Elaeagnus macrantha
Elaeagnus macrantha är en havtornsväxtart som beskrevs av Alfred Rehder. Elaeagnus macrantha ingår i släktet silverbuskar, och familjen havtornsväxter. Inga underarter finns listade i Catalogue of Life.